# Scytodes coronata
Scytodes coronata är en spindelart som beskrevs av Tord Tamerlan Teodor Thorell 1899. Scytodes coronata ingår i släktet Scytodes och familjen spottspindlar. Inga underarter finns listade i Catalogue of Life.